# 블랙 아담
블랙 아담(영어: Black Adam)은 DC 코믹스에서 발행하는 미국 만화책에 등장 하는 가상의 안티히어로이다. 오토 빈더와 C. C. 벡이 창작한 이 캐릭터는 슈퍼히어로 캡틴 마블의 대적이다. 블랙 아담은 포셋 코믹스 The Marvel Family (1945년 12월)의 창간호에 일회성 악당으로 처음 등장했다. 그러나 1970년대 블랙 아담은 DC 코믹스가 처음 라이선스를 부여한 후 포셋 캐릭터를 인수하고 샤잠!이라는 제목으로 샤잠 패밀리 이야기를 출판하기 시작한 후 자주 등장하는 캐릭터가 되었다.